# 室戸岬
室戸岬（むろとざき、むろとみさき）は、高知県室戸市に属し、太平洋（フィリピン海）に突き出る室戸半島の先端の岬。国の名勝、室戸阿南海岸国定公園に指定、日本新八景、四国八十八景22番に選定されている。北緯33度14分34秒 東経134度10分35秒 / 北緯33.24278度 東経134.17639度座標: 北緯33度14分34秒 東経134度10分35秒 / 北緯33.24278度 東経134.17639度。波乗り(サーフィン)の名所でもある。

## 地理

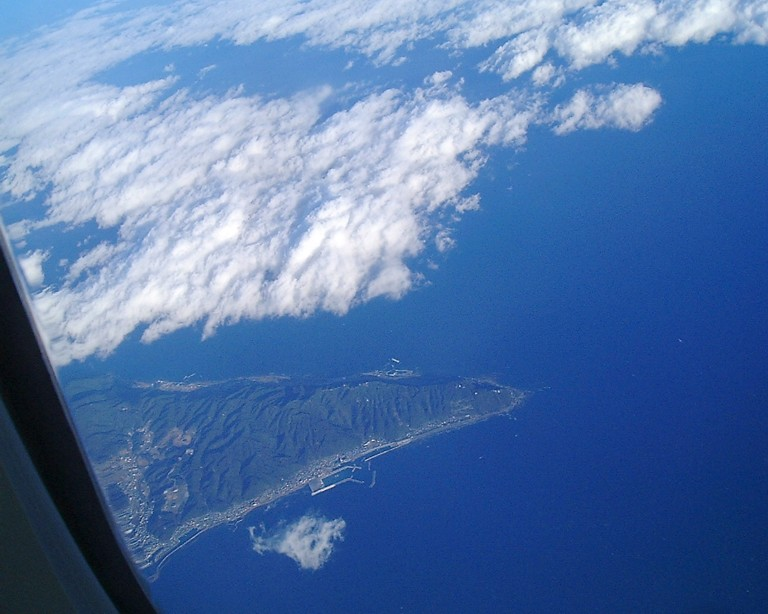
室戸半島

安芸山地が太平洋に落ち込む南端で、太平洋に大きく突き出し、紀伊水道と土佐湾を分ける。泥岩・砂岩・斑れい岩により、海岸段丘や岩礁、奇岩が形成され、冬でも温暖で、亜熱帯植物が繁茂する。当岬から西側は海岸段丘が発達している。地球上では、間氷期に海水面が高く、高い位置の土地が削られて海食崖になり、氷期になると海水面が下がり、低い位置の土地が削られて海食崖になる、ということを繰り返している。当岬周辺ではこれに加え、第四紀後半以降千年あたり2mという速さで土地が隆起していて、ふたたび間氷期になったときには、かつての海食崖は元の位置より高い位置にあり、水没せずに陸地上の地形として残り、これを繰り返し、階段状の地形が形成された。当岬付近の隆起は、大地震に伴う陸地の急激な隆起に起因していると推定されていて、この大地震については、南海トラフのメガスラストの活動によるという説と、室戸半島の東縁に分布する南北走向・西傾斜のメガスラストから分岐した断層の活動による説がある。なお、西の羽根川と東の尾崎川を基部として室戸岬を先端とした区域で、大角山（標高709m）を最高峰とする半島が室戸半島である。

黒潮の流れる沖合いは台風銀座でもあり、当岬は強風で知られる。1934年（昭和9年）の室戸台風や1961年（昭和36年）の第2室戸台風では台風が付近に上陸し、その名を残すこととなった。後者では測候所の風速計が壊れてしまい、最大瞬間風速は「84.5m/s以上」と記録されるにとどまっている。

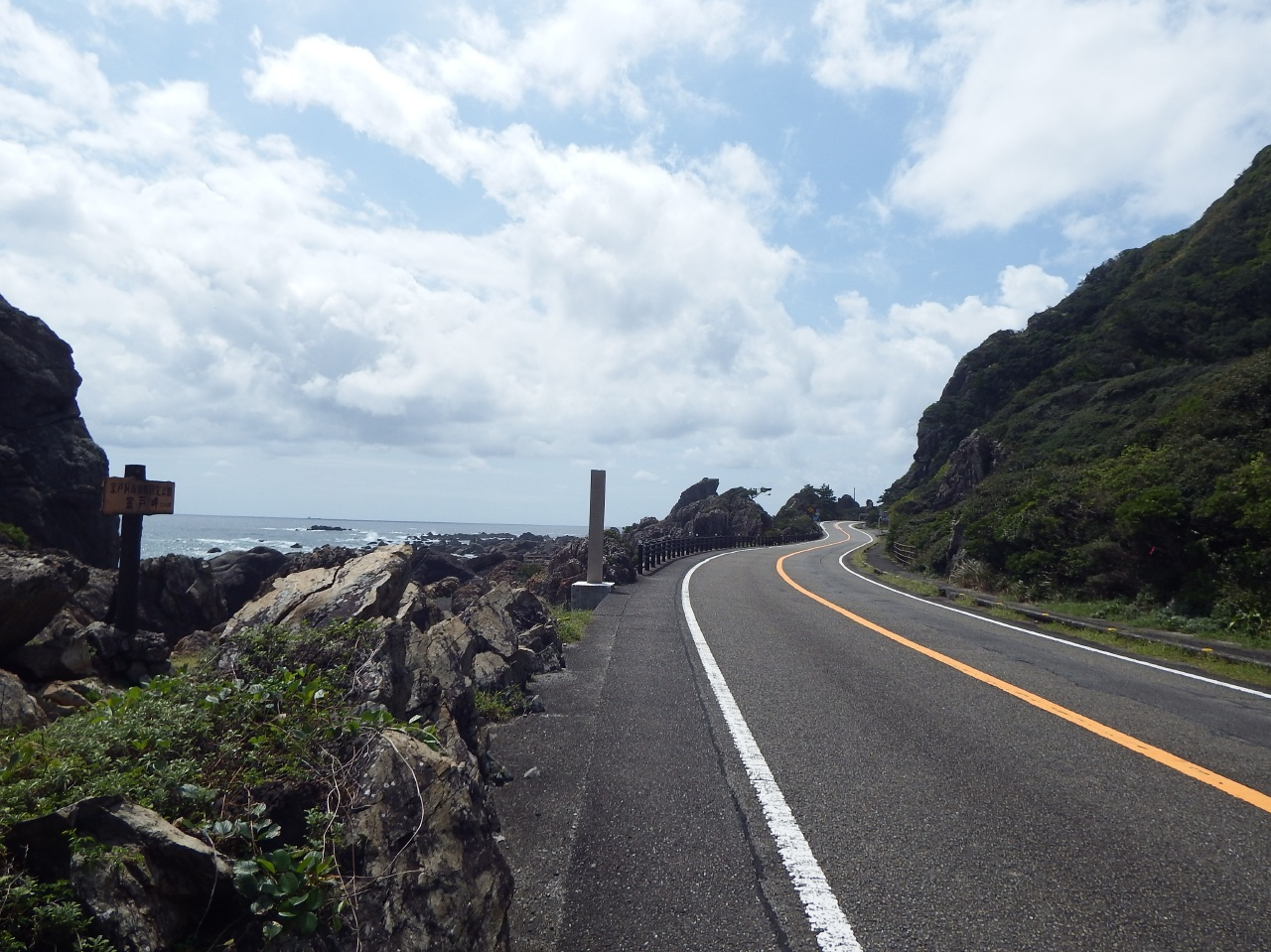
東側
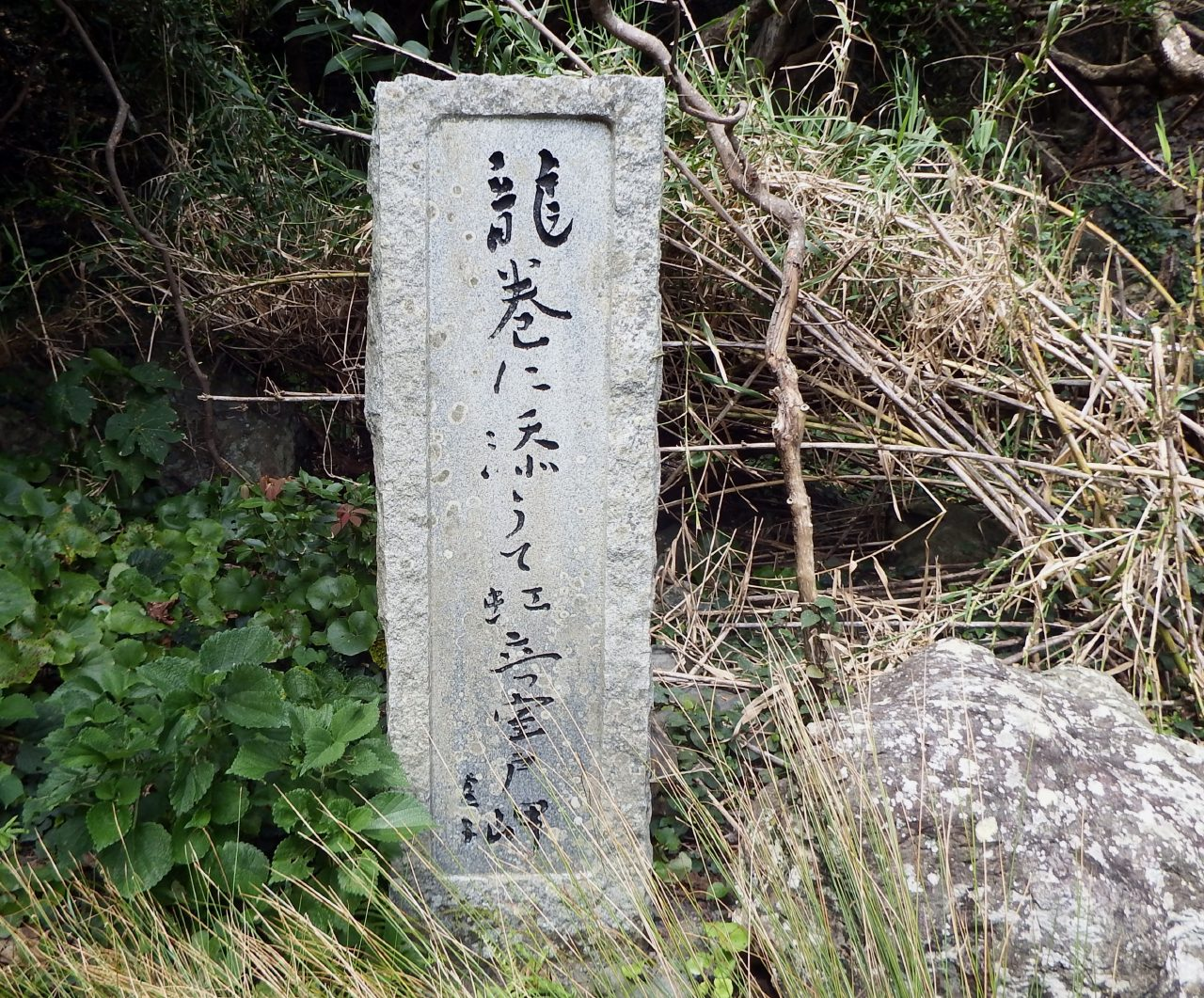
高浜虚子の句碑
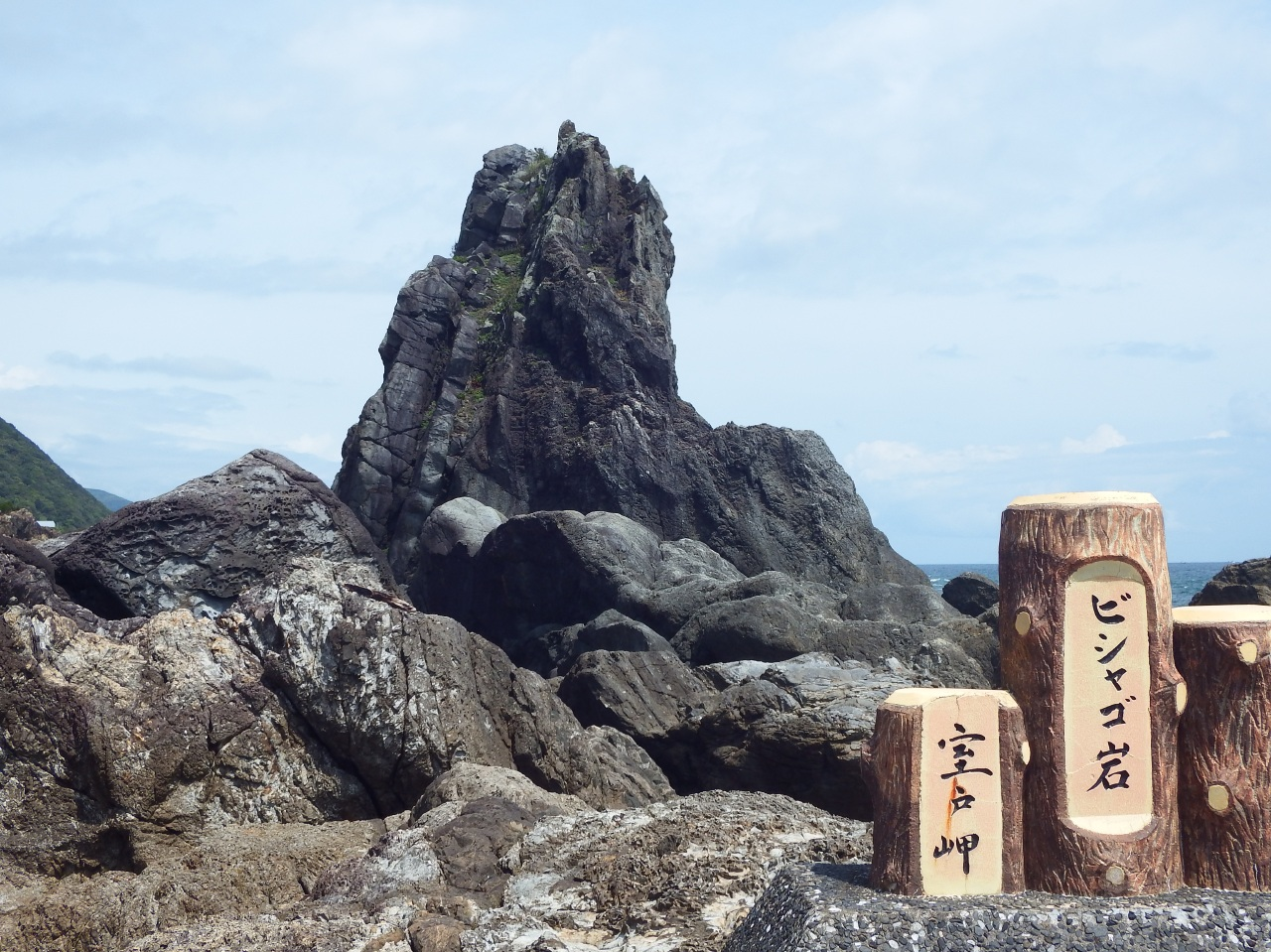
ビシャゴ岩
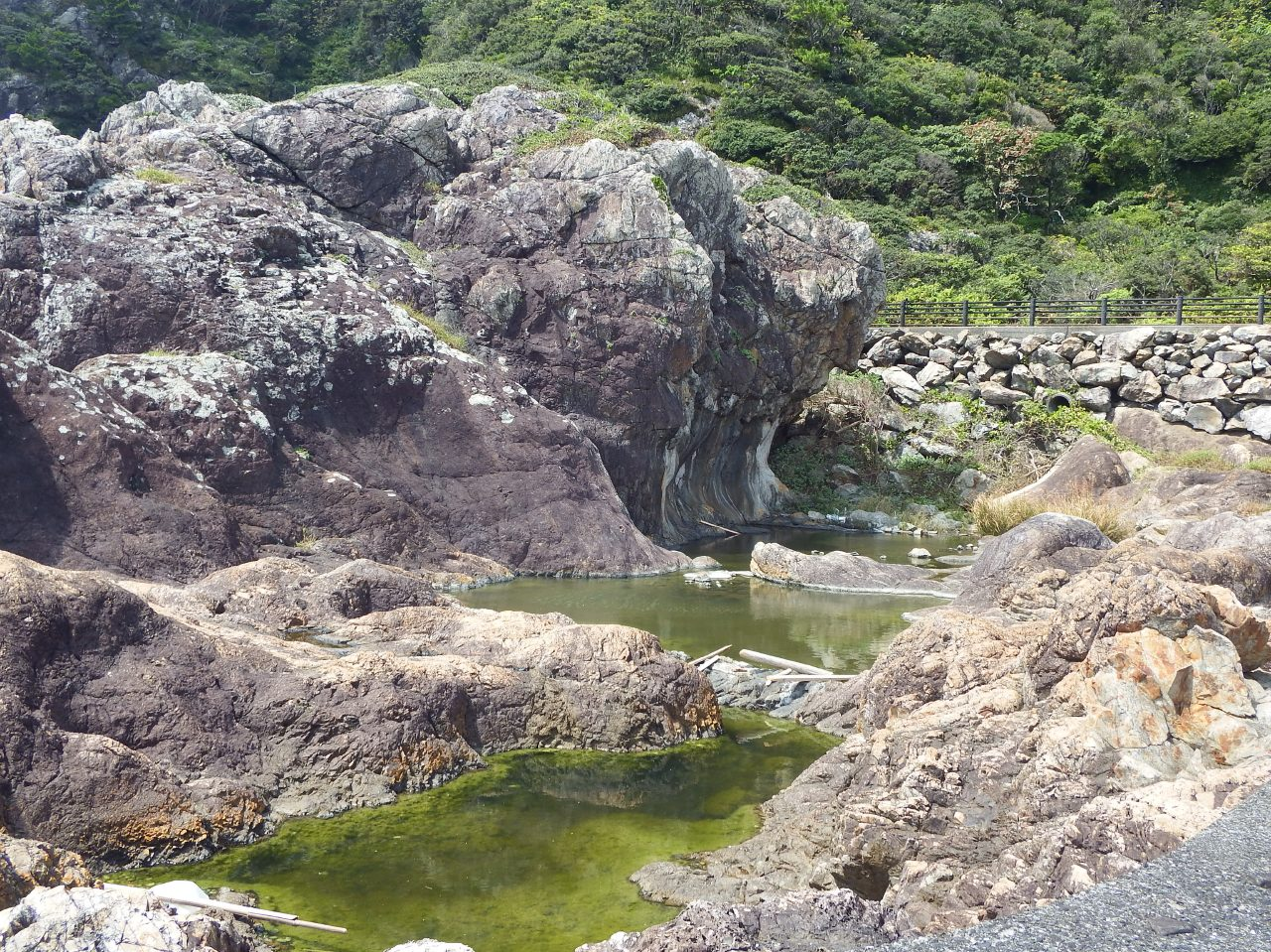
行水の池
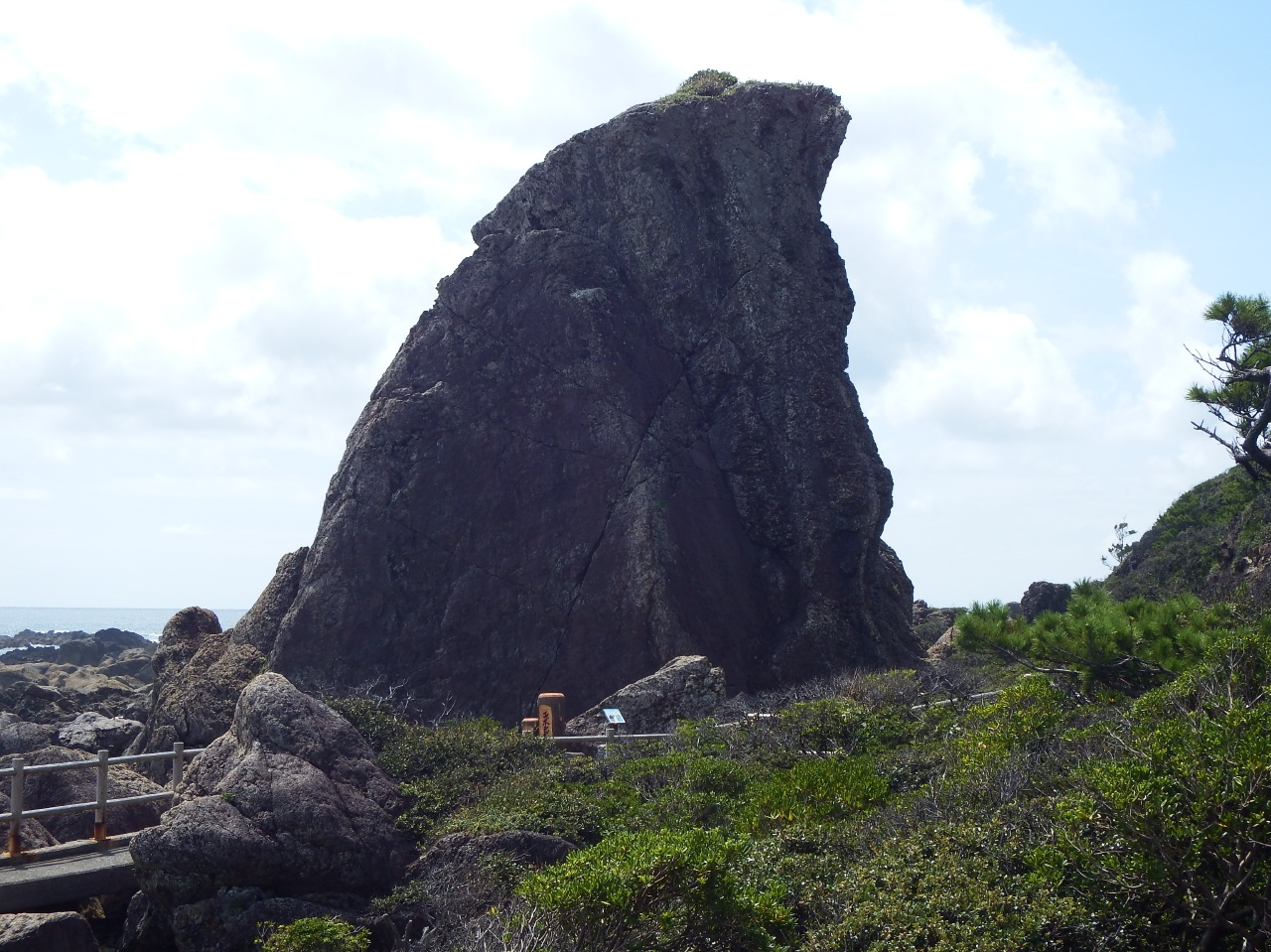
エボシ岩
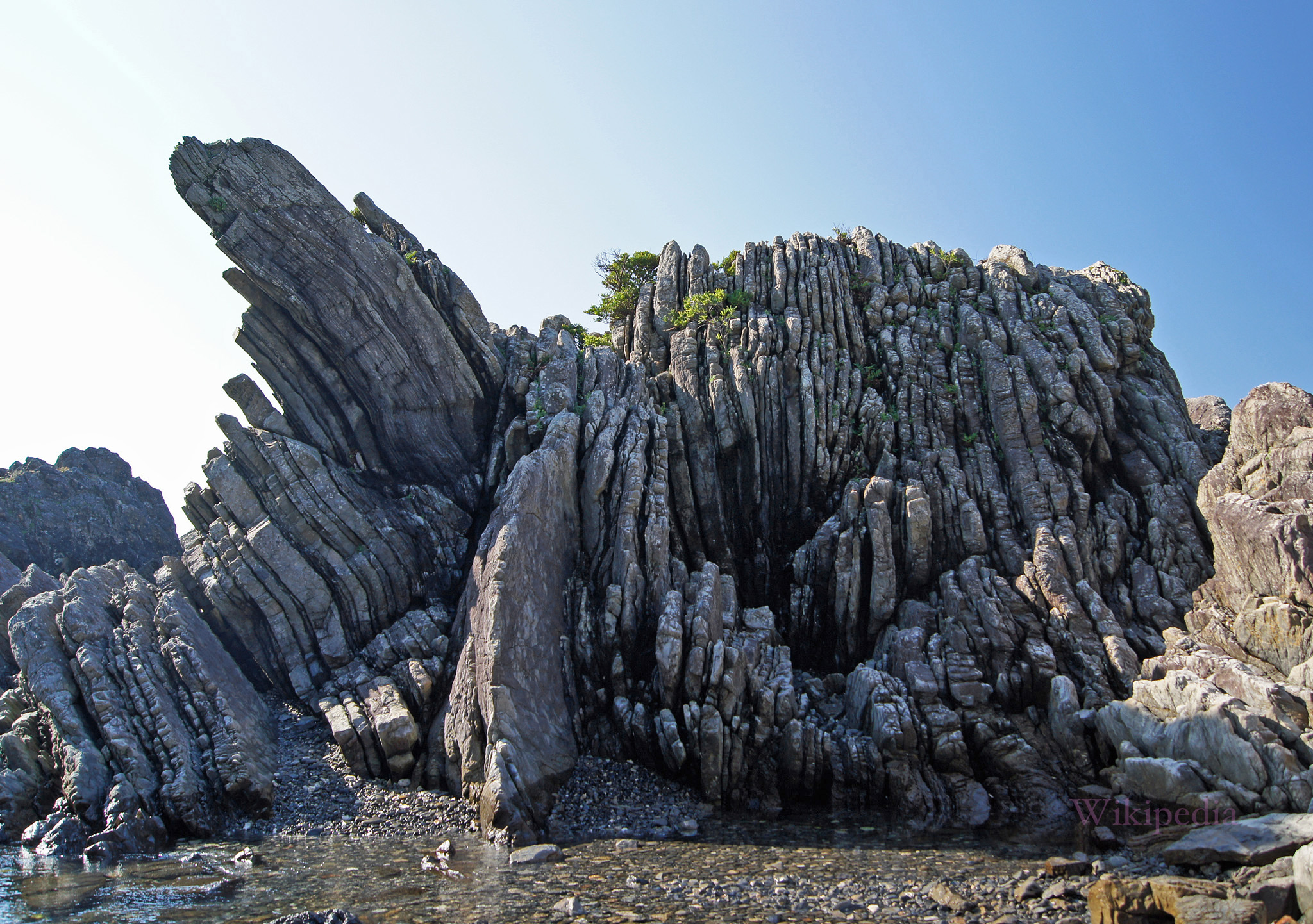
奇岩のタービダイト
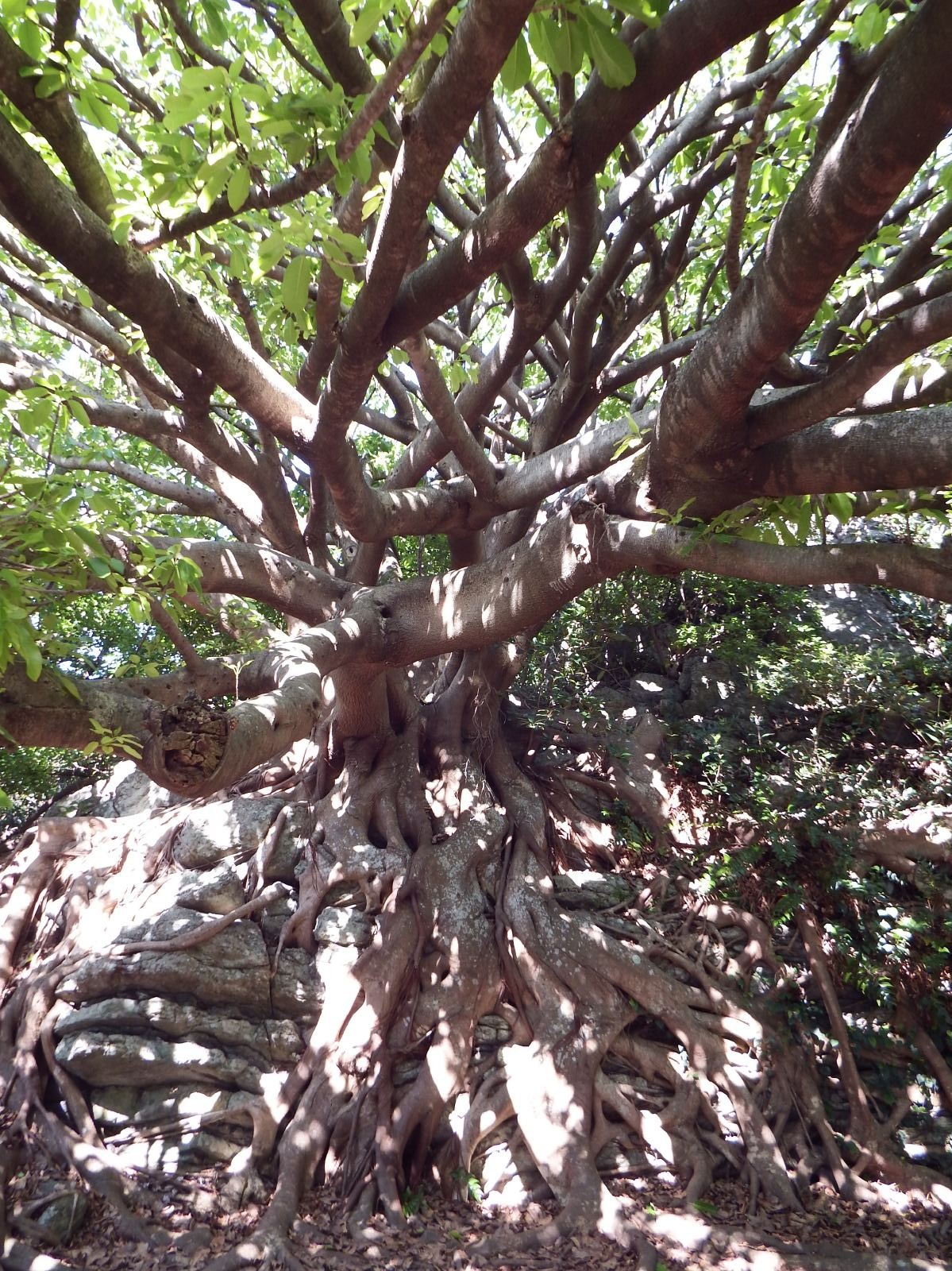
亜熱帯植物のアコウの木
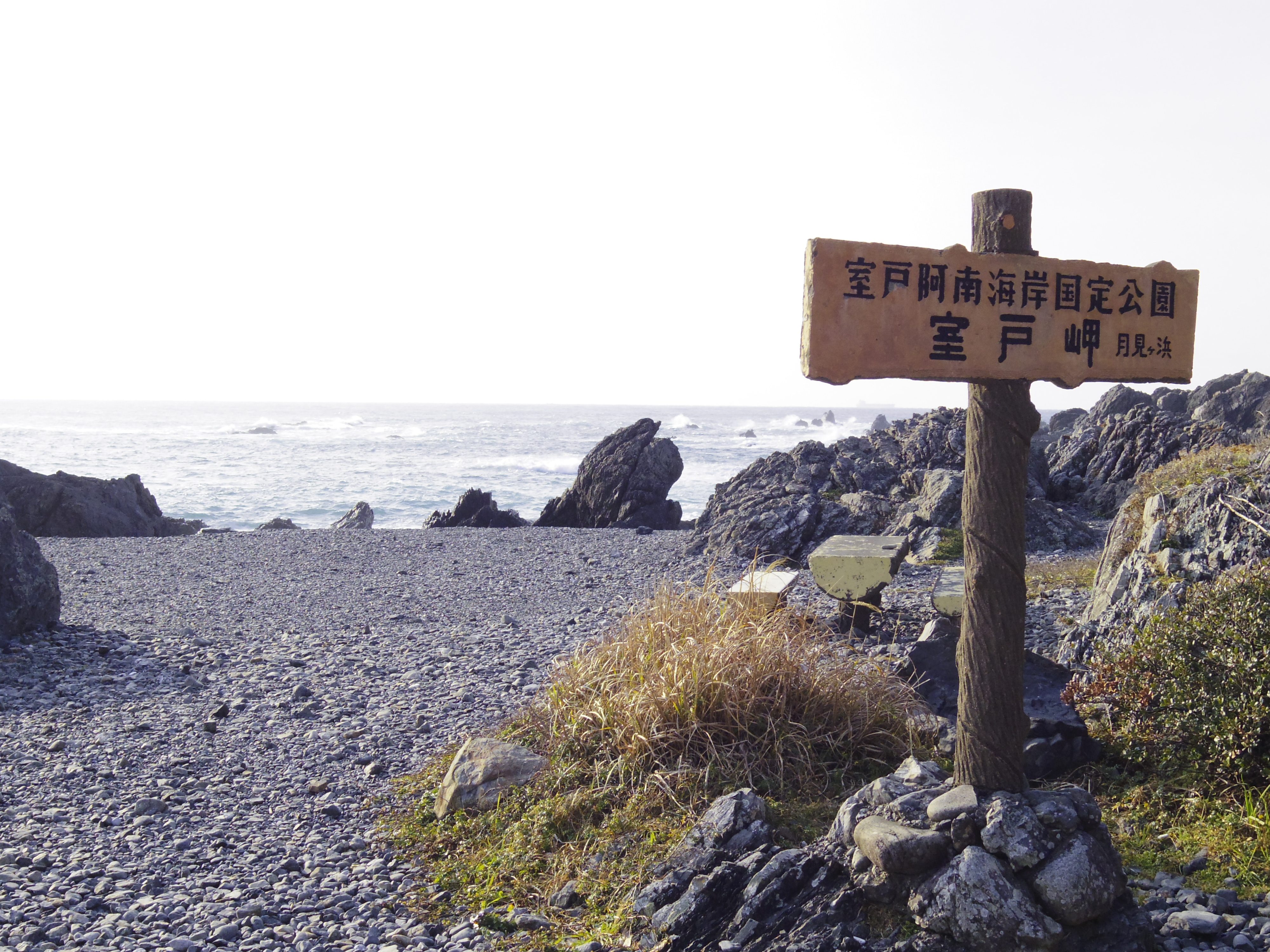
月見ヶ浜[注釈 1]

## 歴史
- 1899年（明治32年）4月1日 : 室戸岬灯台が開設
- 1920年（大正9年）7月10日 : 室戸岬測候所が開設
- 1927年（昭和2年） : 日本新八景に海岸部門で選ばれている。
- 1928年（昭和3年）3月24日 : 「室戸岬亜熱帯性樹林および海岸植物群落」が国の天然記念物に指定
- 1928年（昭和3年）6月27日 : 「室戸岬」が国の名勝に指定
- 1934年（昭和9年）9月21日 : 室戸台風、上陸
- 1950年（昭和25年）3月24日：昭和天皇が室戸岬に行幸（昭和天皇の戦後巡幸）。アオギリやウバメガシの純林などを観察[3]。
- 1961年（昭和36年）9月16日 : 第二室戸台風、室戸岬西岸に上陸
- 1964年（昭和39年）6月1日：室戸阿南海岸国定公園に指定
- 2018年（平成30年）6月14日：灌頂ヶ浜から室戸岬灯台の方向を眺めると大地の誕生を実感できる光景が四国八十八景22番に選定

## 交通
国道55号沿いにバス停留所が点在する。以下は、室戸岬バス停または岬バス停に停車するものを挙げる。
- 高知東部交通（室戸岬）
  - 室戸世界ジオパークセンター方面（室戸世界ジオパークセンターでむろと廃校水族館・海の駅東洋町・甲浦岸壁方面行きに接続）
  - 室戸営業所・室戸・奈半利駅・安芸駅・安芸営業所方面
- 阿佐海岸鉄道（室戸岬）
  - 室戸世界ジオパークセンター・むろと廃校水族館・海の駅東洋町・甲浦駅・〈宍喰・海部〉・阿波海南駅・阿波海南文化村方面
  - 海の駅とろむ方面
- 徳島バス（岬）
  - 高速舞子・ハービスOSAKA・なんば高速バスターミナル方面

高知龍馬空港・高知駅方面への直通便は2007年3月を以って、大阪方面への夜行高速バスは2008年5月を以って廃止された。また、徳島バス、阿佐海岸鉄道のアクセスは1往復のみ（阿佐海岸鉄道に関しては土休日のみ）となっている。
※〈〉はDMVの鉄道区間に位置する鉄道駅。

## 周辺の名所・旧跡・観光スポット
その知名度の割には、交通の不便さ（フェリー廃止やバスの減便など近年さらに不便になりつつある）もあってあまり俗化されていない。岬にはバス停付近に民宿や土産物屋が数軒並ぶだけであるが、その分混雑や騒音には無縁であり雄大な光景を味わうには絶好の場所である。また、磯釣りや沖合でのイカ釣りも盛んである。
- 三か所の「恋人の聖地」：室戸岬展望台・標高45m、室戸岬灯台展望台・標高145m、スカイライン山頂展望台（津呂山高岡園地）・標高258.3m

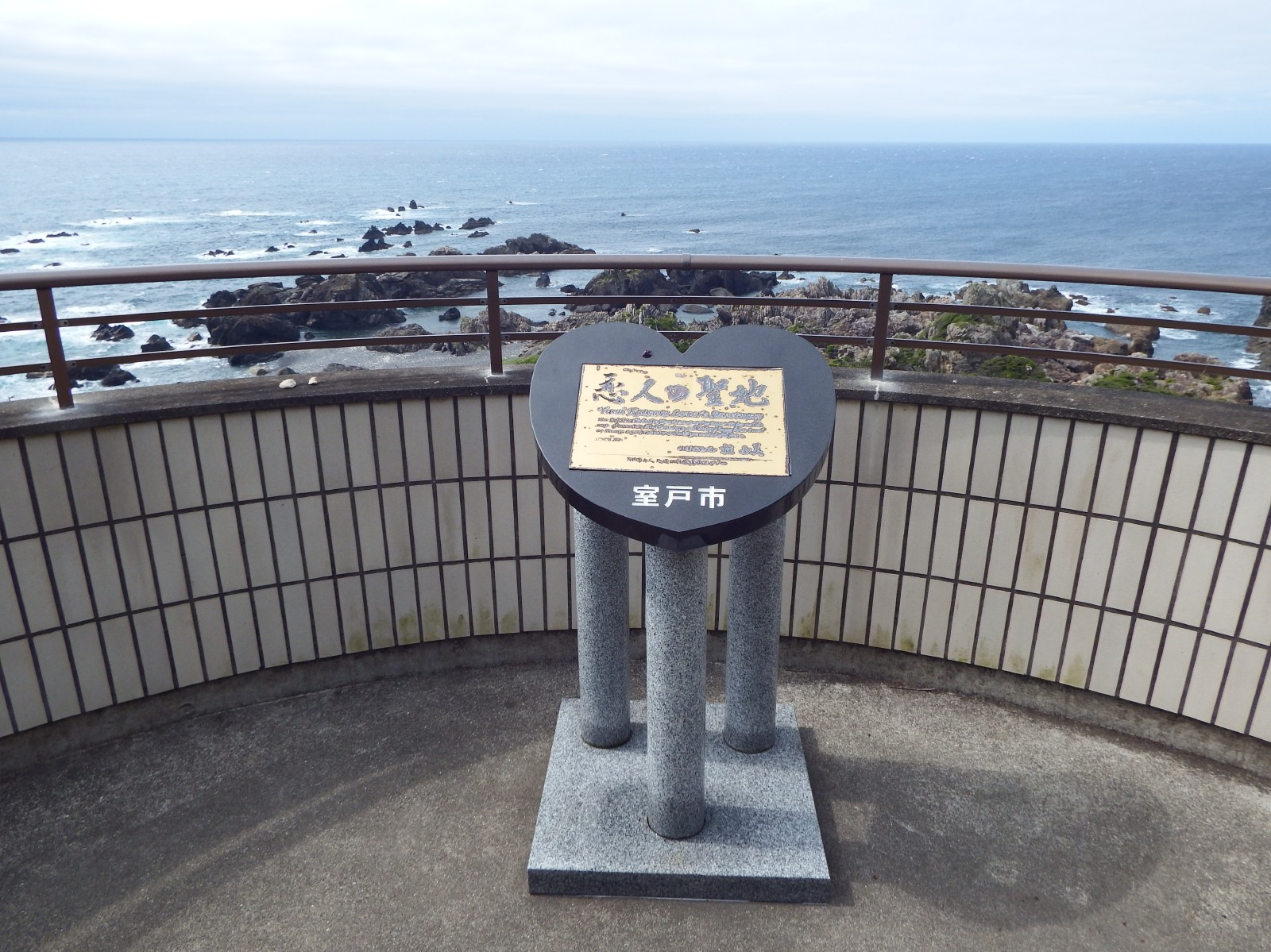
室戸岬展望台
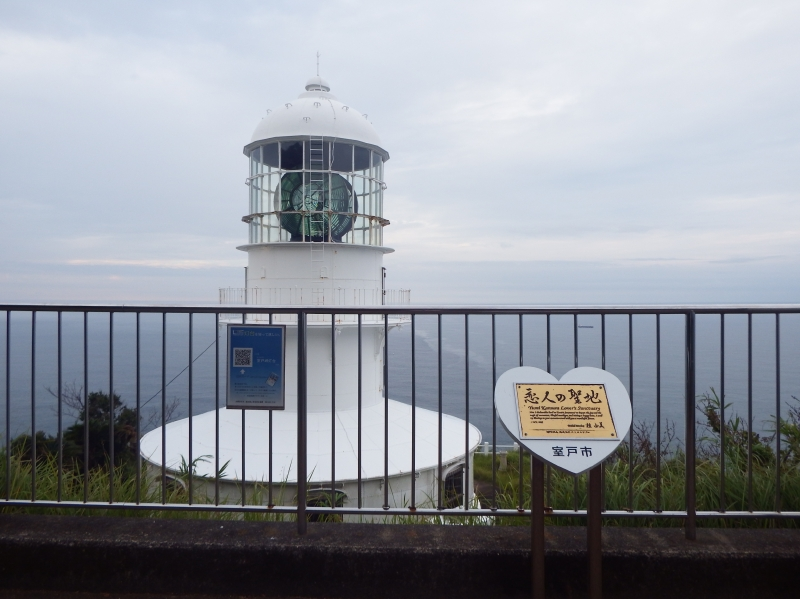
室戸岬灯台
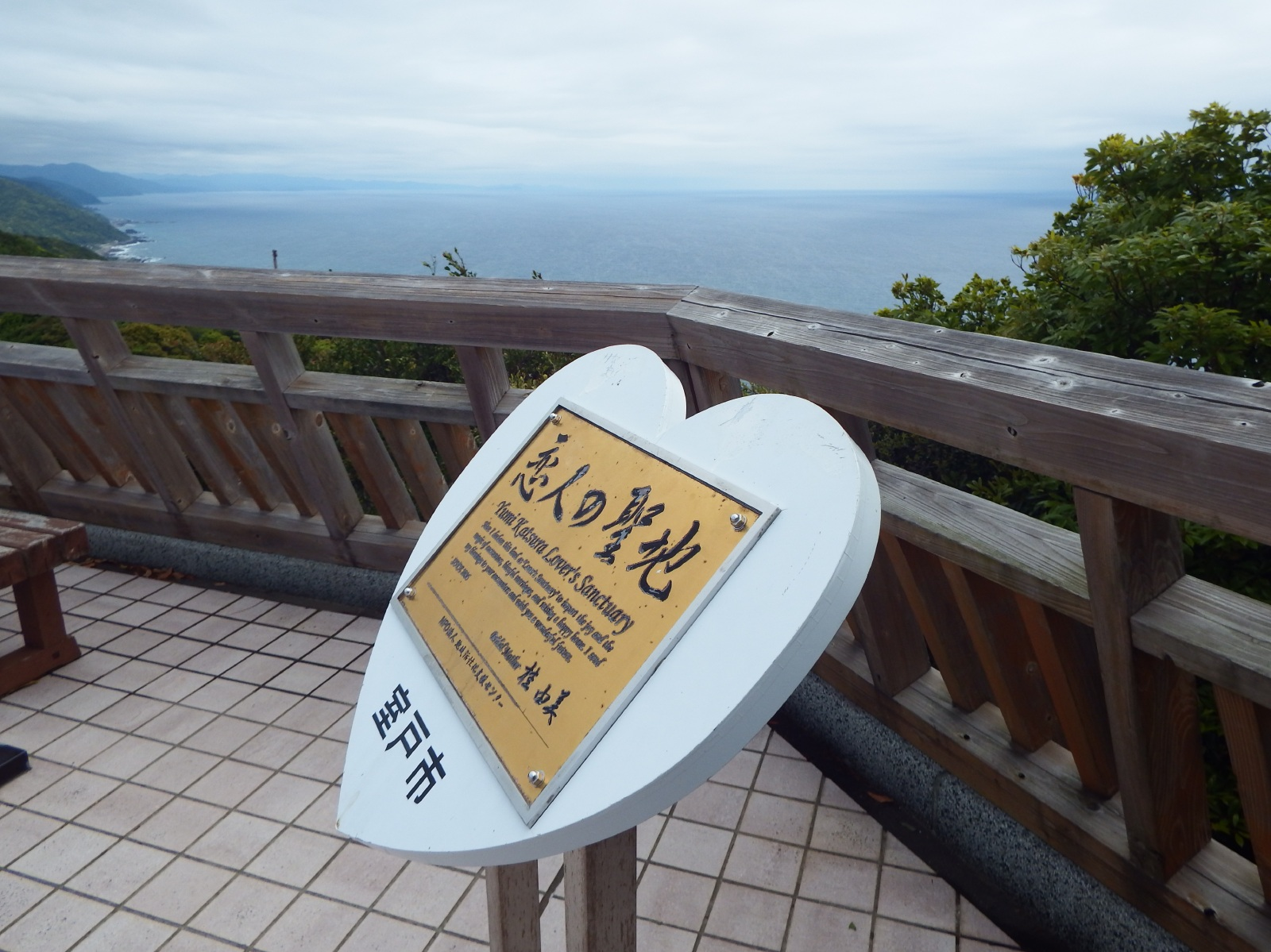
スカイライン山頂

- 室戸岬灯台：当岬上部には室戸岬灯台が立ち、1899年（明治32年）初点灯で海抜154.7m、実効光度と光達距離で日本一を誇り、「日本の灯台50選」の一つで、歴史的価値から保存灯台ともされている。
- 中岡慎太郎像

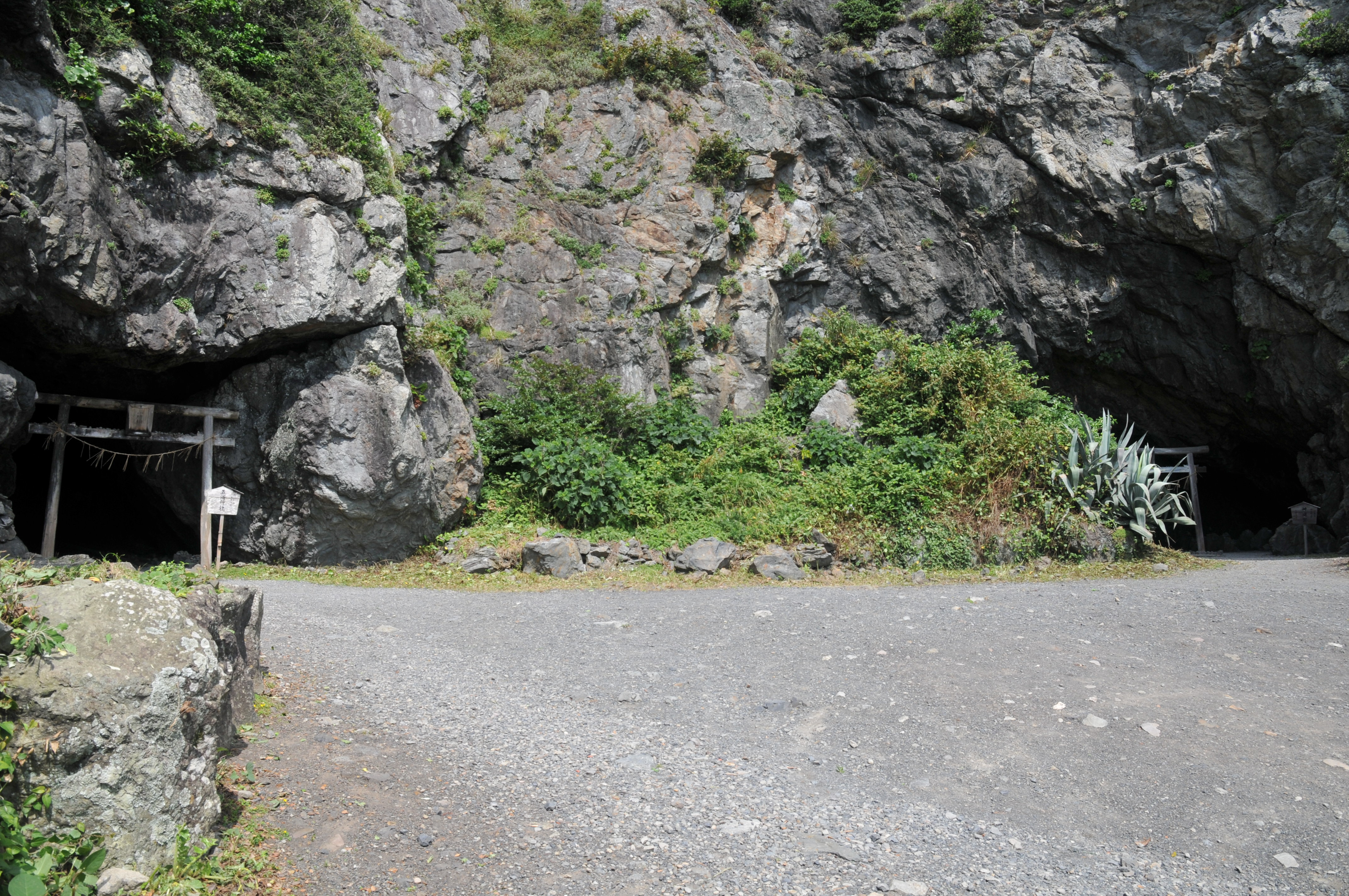
御厨人窟： 修行中の空海（弘法大師）がこの地で悟りを得たという伝承がある。
- 室戸山最御崎寺：四国八十八箇所第24番札所
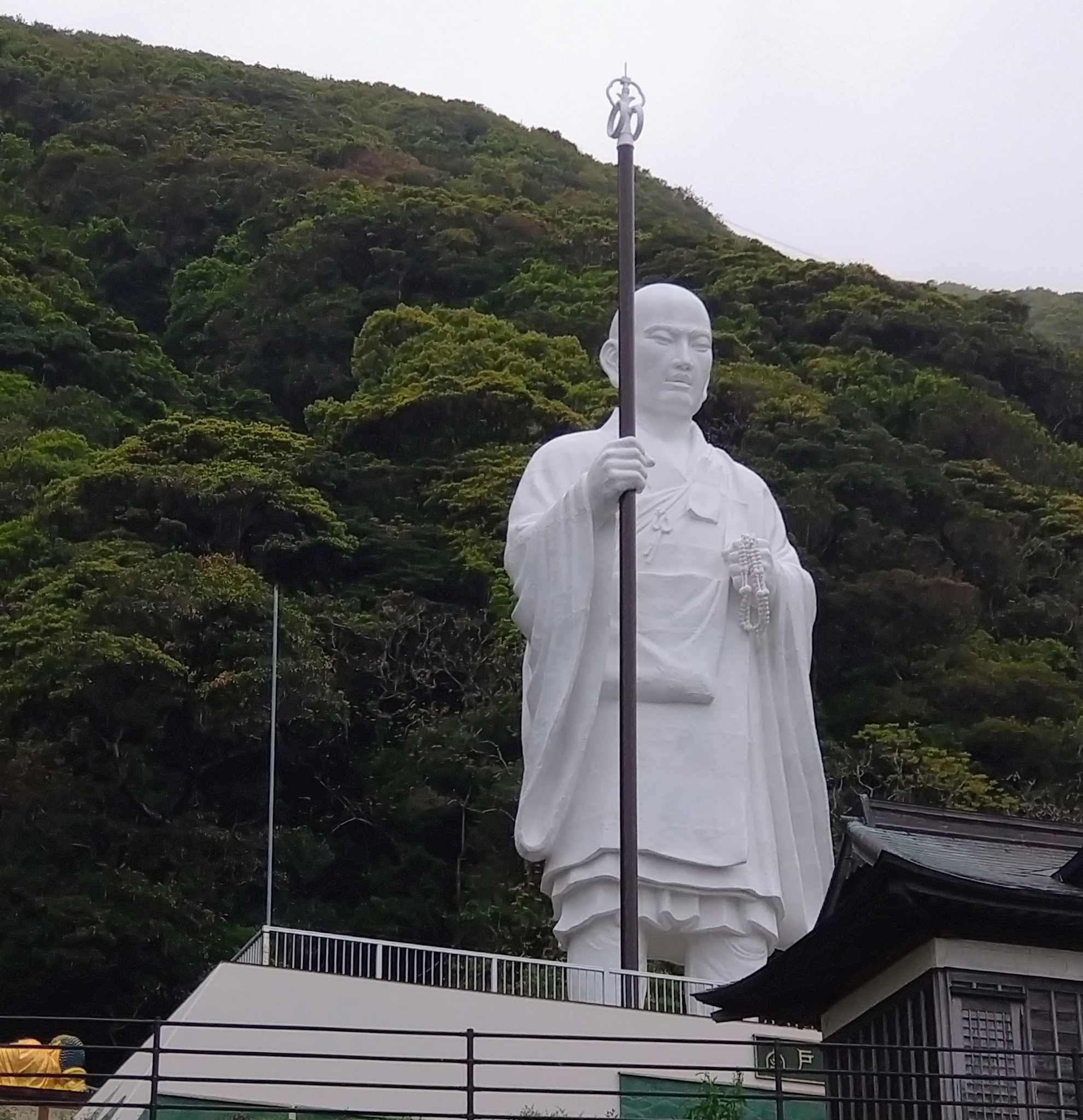
青年大師像（来影寺）：高さ21ｍの空海19歳の像
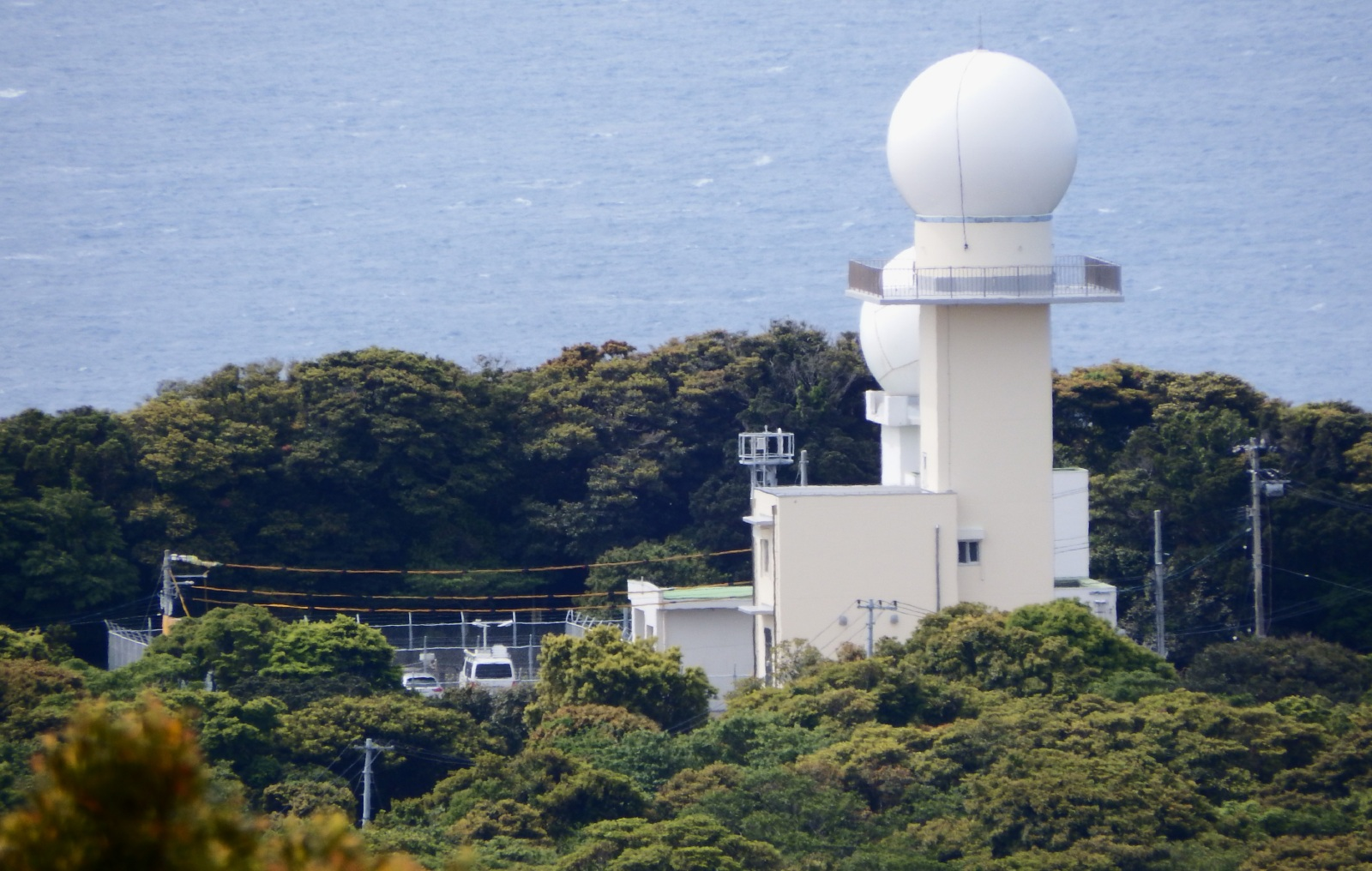
室戸岬測候所
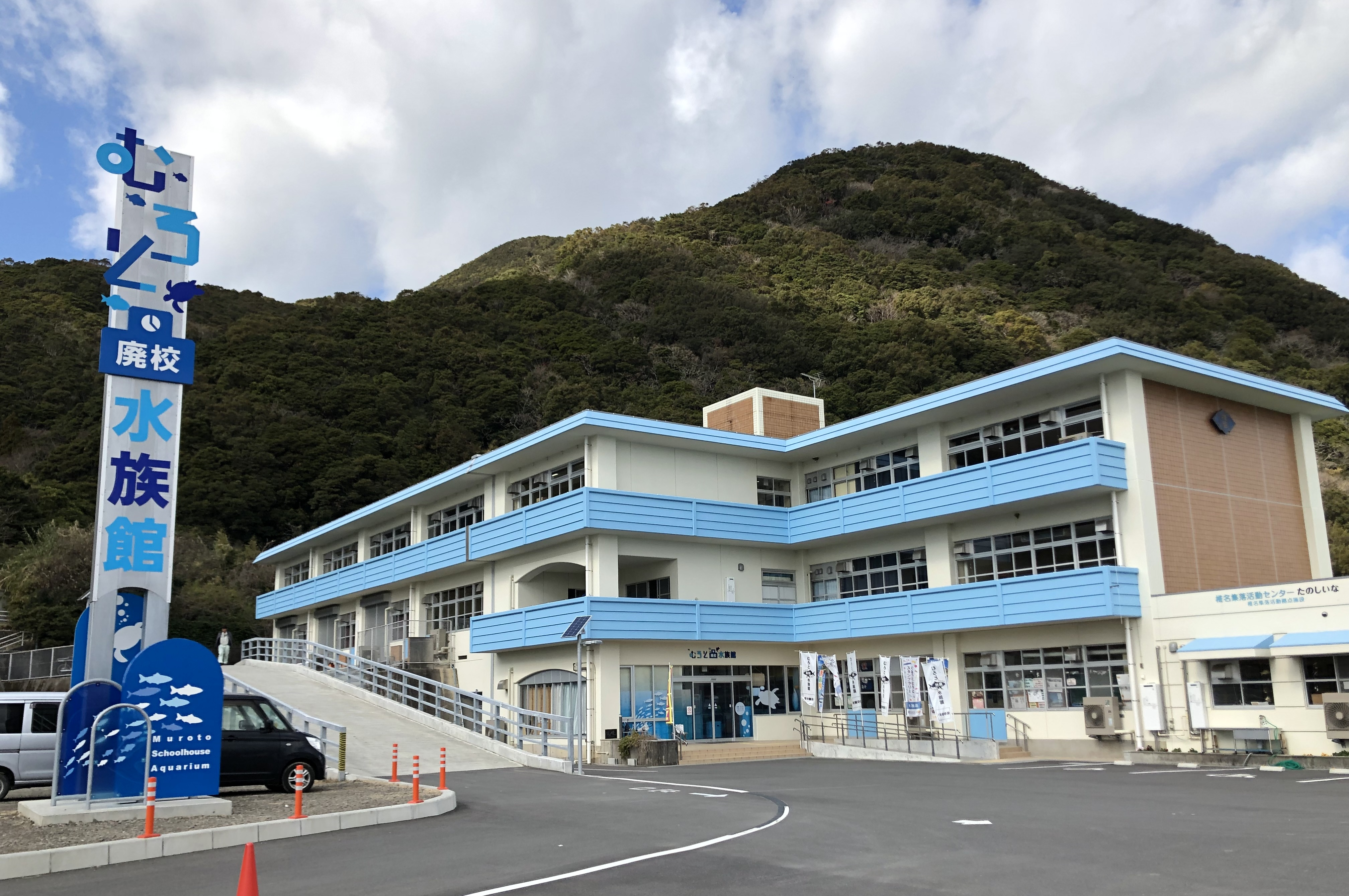
シレストむろと：室戸海洋深層水を利用した健康増進施設でスパとレストランがある。
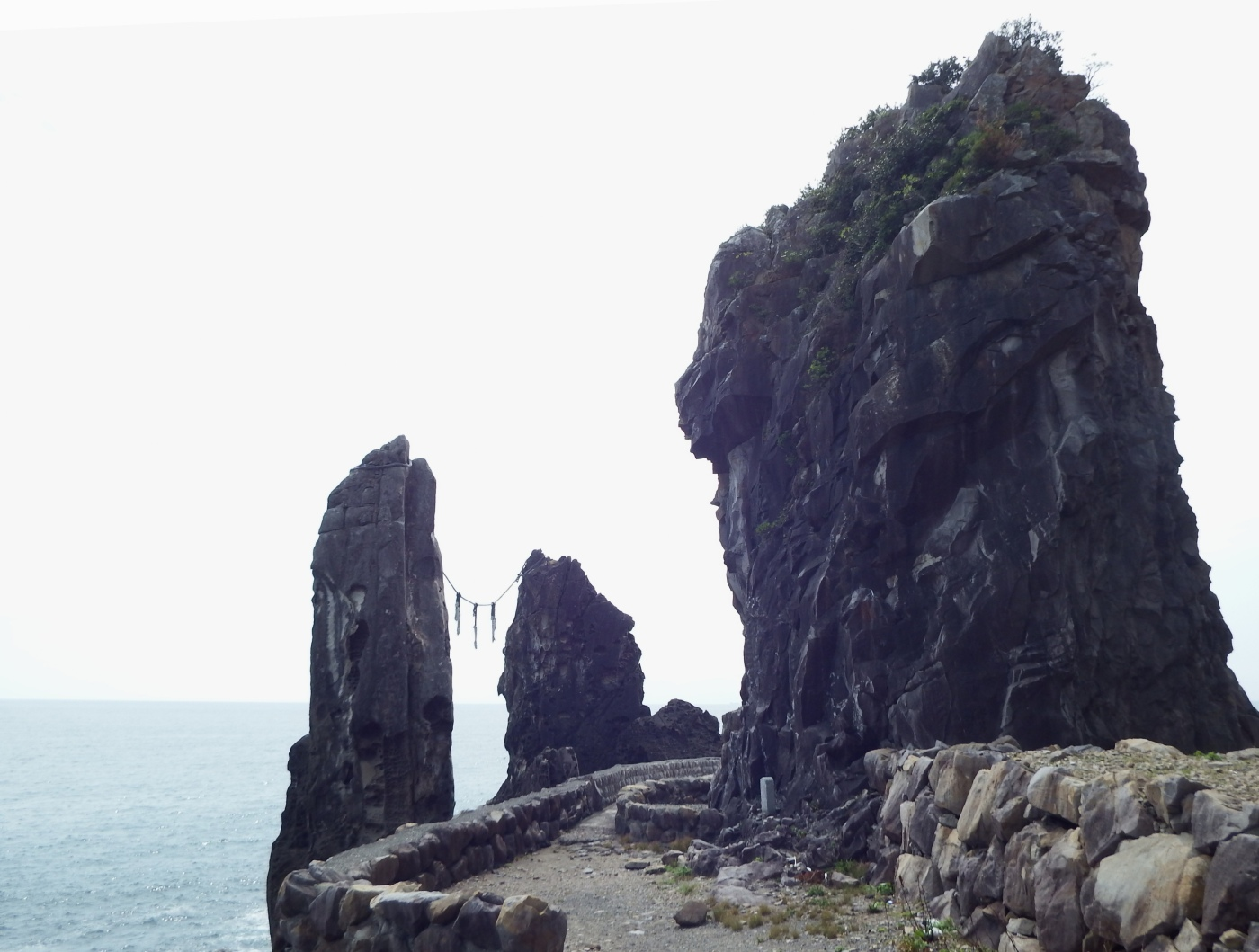
夫婦岩

- 室戸世界ジオパークセンター：無料
- むろと廃校水族館：大人600円
- 夫婦岩 ：室戸市 鹿岡鼻（かぶかはな）北緯33度21分11.37秒 東経134度12分10.21秒
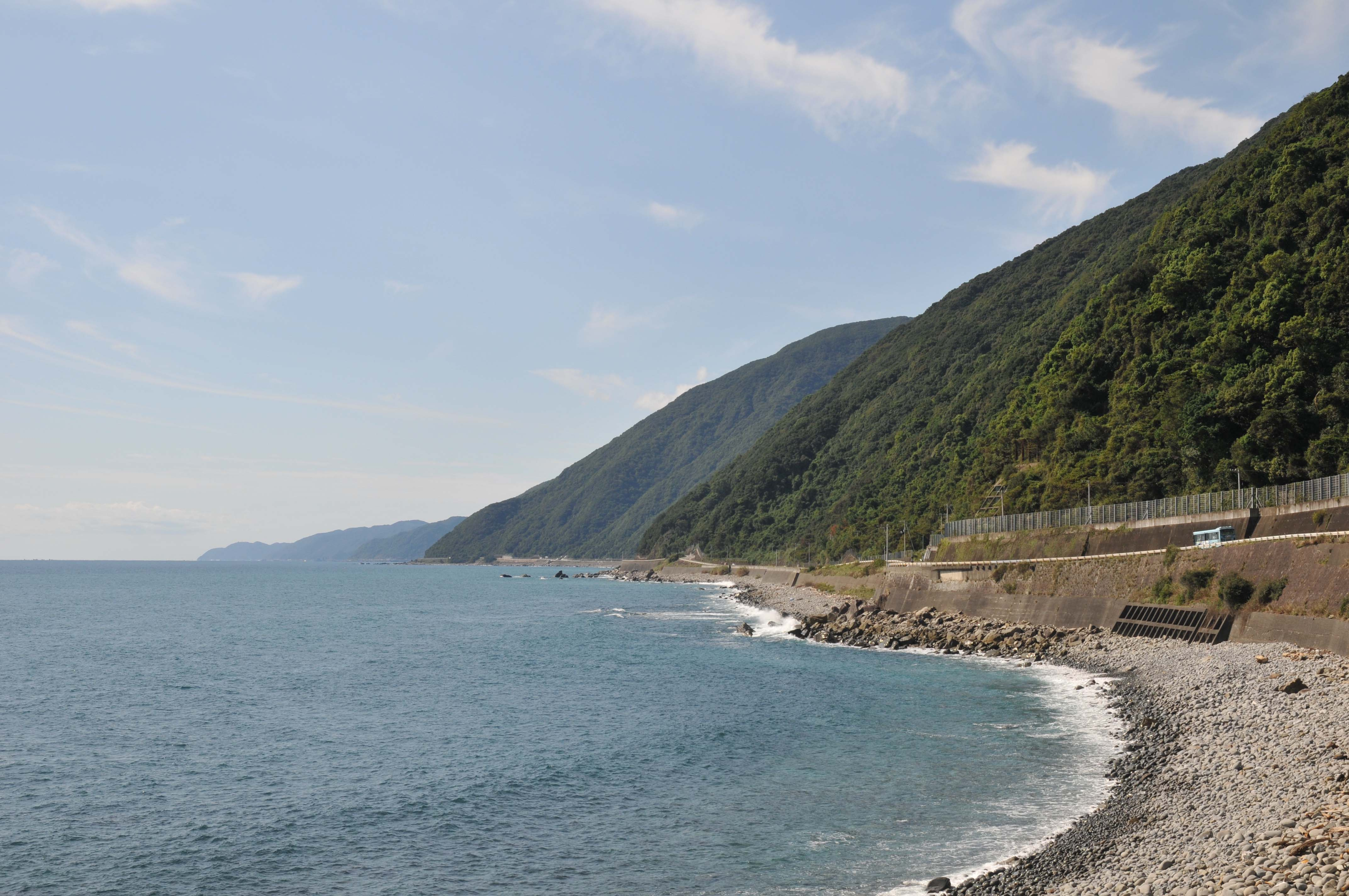
ゴロゴロ浜： 国道55号のゴロゴロ休憩所付近の海岸で往時はお遍路さんはこの浜辺を歩いて通過していた。北緯33度29分12.45秒 東経134度15分28.69秒

- 御厨人窟
- 来影寺　青年大師像
- 室戸岬測候所
- むろと廃校水族館
- 夫婦岩
- ゴロゴロ浜